# لوسی لتبی
لوسی لِتبی (انگلیسی: Lucy Letby؛ زادهٔ ۴ ژانویهٔ ۱۹۹۰) پرستار نوزاد سابق اهل بریتانیاست که بین سال‌های ۲۰۱۵ تا ۲۰۱۶، ۷ نوزاد را به قتل رساند و در رابطه با ۶ نوزاد دیگر مرتکب تجری به قتل شد.
لتبی در ژوئیه ۲۰۱۸ در ارتباط با یک سری از مرگ‌ومیرهای غیرعادی مکرر نوزادان بین ژوئن ۲۰۱۵ و ژوئن ۲۰۱۶ در بیمارستان کنتس چستر در چستر، جایی که از سال ۲۰۱۱ به عنوان پرستار نوزادان کار می‌کرد، دستگیر شد. پس از آزادی با قرار وثیقه، او در ژوئن ۲۰۱۹ و دوباره در نوامبر ۲۰۲۰ در ارتباط با مرگ نوزادان دیگری در بیمارستان دستگیر شد. روز بعد از دستگیری نهایی، او به هشت فقره قتل و ده فقره تجری به قتل متهم شد.
در طول برگزاری جلسات دادگاه که ۱۰ ماه به طول انجامید، فاش شد که روش‌های او برای قتل شامل تزریق آمپول هوا، تغذیه بیش از حد، مسموم کردن با انسولین یا حمله با ابزارهای پزشکی بوده است. او تمامی اتهامات را رد کرد، هر چند در دادگاه پذیرفت که به برخی قربانیان او انسولین تزریق شده بود، ولی بقیه را مقصر می‌دانست. او همچنین ۲۵۰ برگهٔ محرمانه گزارش پرستاری را از محل کار خود ربوده بود و گزارش‌های بیماران را دستکاری می‌کرد تا کسی به او مشکوک نشود.
او در ۲۱ اوت ۲۰۲۳ به حبس ابد بدون امکان آزادی مشروط محکوم شد. او چهارمین زن در تاریخ حقوقی بریتانیا است که حکم حبس ابد دریافت کرده است. در فوریه ۲۰۲۴ درخواست تجدید نظر ارائه داد و در آوریل ۲۰۲۴ دادگاه تجدیدنظر بعد از شنیدن دلایل او، این درخواست را رد کرد. هیئت منصفهٔ دادگاه برای یکی از اتهامات مطرح‌شده علیه او به نتیجه قطعی نرسیده بود به همین خاطر دادگاه دیگری برای این یک اتهام در ژوئن ۲۰۲۴ برگزار خواهد شد.
لتبی پرکارترین قاتل سریالی کودکان در تاریخ معاصر بریتانیاست. پلیس چشایر پس از محکومیت لِتبی اظهار داشت که آن‌ها بر این باور بودند او ممکن است قربانیان بیشتری گرفته‌باشد از جمله در بیمارستان زنان لیورپول که در آن دو نوزاد، زمانی که او در آنجا در حال تحصیل بود، جان باختند. او تنها با هفت اتهام قتل در دادگاه روبرو شد، اما ۱۳ نوزاد در سال آخر کارش در بیمارستان کنتس چستر جان باختند و لتبی هنگام هر یک از این مرگ‌ها در حال انجام وظیفه بود. مدیریت بیمارستان چستر به خاطر بی‌توجهی به هشدارها در مورد لتبی مورد انتقاد قرار گرفته است.